# اتحاد کلمشل
جبههٔ کلمشل' (به انگلیسی: Clamshell Alliance) یک سازمان ضد اتمی در آمریکا است که توسط پائول گونتر، هوی هاوکینز، هاوارد مورلند، هاروی واسرمن،  گی چیچستر ، رابرت کوشینگ، جف برمر، آنا جیورجی، کریستی کنراد، کیت واکر، رابین رید و دیگر فعالان محیط‌زیستی در سال ۱۹۷۶ پایه‌گذاری شد.
در زمان ریاست‌جمهوری ریچارد نیکسون او در قالب «پروژه استقلال» اعلام کرد قصد دارد ۱۰۰۰ نیروگاه اتمی بسازد و تا ۲۰۰۰ نیروگاه را طرح‌ریزی کند؛ این اقدامات موجب ایجاد مخالفت‌هایی در نیوانگلند شد و در ۱۹۷۵ موجبات تأسیس کلمشل را فراهم کرد.
گروهی از معترضان به ساخت نیروگاه‌های اتمی در نیو انگلند در اواخر دههٔ ۱۹۷۰ و ۱۹۸۰ اعتراضات مسالمت‌آمیز به راه انداختند. در ماه مه ۱۹۷۷ بیش از ۲٬۰۰۰ معترض کلمشل محوطهٔ نیروگاه اتمی سیبروک را اشغال کردند. ۱٬۴۱۴ نفر از آنها توسط گارد ملی ایالات متحده آمریکا دستگیر شده و به علت فراهم نکردن وثیقه تا دو هفته در بازداشت بودند.